# Merkici
Merkici – plemię spokrewnione z Mongołami, mieszkające w XII wieku nad Bajkałem.
Rozbici przez Czyngis-chana i wcieleni do imperium mongolskiego. Ostatnie regularne oddziały Merkitów walczyły w bitwie nad Kałką.